# 皮萨罗兄弟
皮萨罗兄弟（西班牙語：hermanos Pizarro）文艺复兴时期的西班牙探险家。指秘鲁的征服者弗朗西斯科·皮萨罗及其同父异母的兄弟埃尔南多·皮萨罗和贡萨洛·皮萨罗。两位兄弟都是哥哥弗朗西斯科·皮萨罗的助手。三兄弟最后以悲剧收场，弗朗西斯科·皮萨罗遇刺身亡，贡萨罗·皮萨罗被判处死刑，埃尔南多·皮萨罗则在监狱中度过了其生命的最后20年。